# Вармашкин, Сергей Петрович
Сергей Петрович Вармашкин (9 марта 1896 — 24 июня 1965) — советский военачальник, начальник Орловского ордена Ленина Краснознамённого танкового училища имени М. В. Фрунзе генерал-майор танковых войск (1942 год).

## Биография

### Начальная биография
Родился 9 марта 1896 года в селе Казаковка Бузулукского уезда Самарской губернии в рабочей семье. Русский. Семья была многодетной, в ней воспитывались семеро детей. Жили за счёт ремесла отца, который был скорняком — шил тулупы, шубы. С раннего детства будущий генерал довольно много работал — пас скот местного купца.
Образование. В 1909 году окончил четыре класса земской школы в селе Жилинка. Окончил Военную броневую командную школу (1923 год), КУКС «Выстрел», Военная академия механизации и моторизации РККА (ВАММ РККА) имени И. В. Сталина (1935 год). Член ВКП(б) с 1920 года (п/б № 8705741).

### Военная служба
С 1915 года на службе в Русской императорской армии. В 1916 года окончил военную школу шофёров.
Служба в Красной Армии. С октября 1918 года красноармеец Управления начальника инженеров города Самара. С ноября 1918 года — командир взвода, с апреля 1919 года — командир роты 196-го Новоузеновского полка 22-й стрелковой дивизии (Уральского фронта). С ноября 1919 года — шофер бронемашины 4-го автобронетанкового отряда Туркестанского фронта.
С мая 1921 года по февраль 1923 года — слушатель Высшей автоброневой школы.
С февраля 1923 года — командир броневзвода 20-го автоброневого отряда. С ноября 1923 года — командир бронеотряда бронепоезда № 23 типа А.
С февраля по июнь 1924 года — слушатель Школы среднего комсостава.
С июня 1924 года — начальник учебной команды Опытно-показательного дивизиона. С января 1925 г. — помощник командира Опытно-показательного дивизиона. С ноября 1925 года — командир танкового взвода 3-го танкового полка (Московский ВО).
С октября 1926 года — слушатель Высших стрелково-тактических курсов «Выстрел».
С октября 1927 года — командир танковой роты, с февраля 1929 года — командир танкового батальона 3-го танкового полка (Московский ВО). С декабря 1930 года — командир Отдельного учебного танкового полка (Московский ВО). С мая 1932 года — начальник технической части Нижегородской бронетанковой школы.
С января 1933 года по апрель 1935 года — слушатель военной академии механизации и моторизации им. И. В. Сталина.
Приказом НКО № 00175 от 04.1935 года назначен помощником командира 133-й механизированной бригады (Киевский ВО). С октября 1937 года — начальник 2-го отделения АБТО Киевского ВО. С апреля 1938 года — Помощник АБТУ Киевского ОВО.
Участник Польского похода Красной армии в 1939 г.
Приказом Народного комиссара Обороны Союза ССР № 04582, от 31.10.1939 года, назначен в распоряжение Народного комиссара автотранспорта РСФСР с оставлением в кадрах РККА.
Приказом НКО Союза ССР № 03721 от 13.08.1940 года назначен начальником Орловского бронетанкового училища им. М. В. Фрунзе

### Великая Отечественная война
В должности начальника училища встретил 22 июня 1941 года. С 3 сентября приступил к передислокации училища в Майкоп. 21 июля произвёл 23 выпуск 234-х младших лейтенантов (последний выпуск в Майкопе).
23 июля 1942 года немцы начали контрнаступление под Ростовом. Обстановка на юге существенно усложнялась. Для усиления войск Северо-Кавказского фронта решением Военного Совета фронта на базе Орловского бронетанкового училища была сформирована Танковая бригада Северо-Кавказского фронта (Майкопская танковая бригада). Её командиром был назначен полковник С. П. Вармашкин. Комиссаром — Куприн, Иван Тихонович.
26 июля 1942 года курсантская танковая бригада была погружена в Майкопе в два воинских поезда и отправлена на передовую в Ростовскую область, где вступила в жестокие бои с фашистами. Боевое крещение Майкопская танковая бригада приняла 29 июля с немецко-фашистскими войсками под Бирючим у реки Кагальник. Проведено 12 танковых атак и контратак, атакой мотострелкового батальона отбита у немцев важная тактическая высота, танковой атакой разгромлена колонна немецко-фашистских войск при стремлении охватить левый фланг.
Затем вела боевые действия в районе Майкопа и станиц Кужорской и Тверской. В середине августа 1942 г. её отвели во второй эшелон, поскольку к тому времени в ней оставалось всего 7 танков….
В августе 1942 года, в ходе жестоких боёв, Сергея Петровича отозвали с фронта и возвратили на должность начальника Орловского бронетанкового училища, которое к этому времени эвакуировали в Далляр, а затем в Свердловскую область. А уже в декабре 1943 года танковое училище было передислоцировано в г. Балашов, где и продолжилась подготовка специалистов-танкистов в ускоренном режиме.

### Послевоенная карьера
С 19 апреля 1947 года — в распоряжении Командующего Бронетанковых и механизированных войск ВС Союза ССР. С 8 октября 1947 года — Командующий БТ и МВ Южно-Уральского ВО.
С 8 июня 1950 года в распоряжении Главного управления кадров СА, Приказом ВМ № 01488 от 22.07.1950 года уволен в запас по ст. 43 (болезни) с правом ношения военной формы.
В период с 1952 по 1958 годы работал директором организации «Сельхозснаб» в г. Бузулуке, активно занимался общественной деятельностью по воспитанию молодого поколения.
.
Умер от фронтовых ран 24 июня 1965 года, похоронен на городском кладбище города Бузулука.

## Награды
- Орден Ленина (1945)[6]
- Орден Красного Знамени (1943)[7]
- Орден Красного Знамени (1944)[6]
- Орден Красного Знамени (1949)[6]
- Орден Отечественной войны I степени(1943),[8]
- Орден Трудового Красного Знамени
- Медаль «За оборону Кавказа»[9]
- Медаль «За победу над Германией в Великой Отечественной войне 1941-1945 гг.» (1945)[10]
- Юбилейная медаль «Двадцать лет Победы в Великой Отечественной войне 1941—1945 гг.» (7 мая 1965[11])
- Медаль «За доблестный труд в Великой Отечественной войне 1941—1945 гг.»
- Медаль «XX лет РККА» (1938),
- Юбилейная медаль «30 лет Советской Армии и Флота» (1948).

## Память
- На могиле генерала установлен надгробный памятник.